# 삼성 픽손12
 삼성 픽손12(영어: Samsung Pixon12, Samsung M8910)는 삼성전자가 2009년 6월 말에 출시한 휴대 전화로, 세계 최초 1200만 화소 카메라를 탑재하였다. 뒤늦게 소니 에릭슨이 1200만 화소 카메라를 탑재한 새티오(Satio)를 출시하였다.

## 같이 보기
- 애니콜 아몰레드 12M